# British League Cup
Der British League Cup war ein 1902 in Glasgow ausgetragenes Fußballturnier zwischen den beiden Erstplatzierten der (English) Football League und der Scottish Football League. Der Wettbewerb wurde zu Gunsten der Hinterbliebenen der Ibrox-Katastrophe ausgetragen, bei der im April 1902 25 Menschen ums Leben gekommen waren. Die Glasgow Rangers stellten die Trophäe, die sie ein Jahr zuvor beim Glasgow International Exhibition Cup gewonnen hatten, als Turnierpreis zur Verfügung. Aus England nahmen der AFC Sunderland und der FC Everton teil, die schottischen Vertreter waren die beiden Vereine Celtic und Rangers. Celtic gewann das Finale durch drei Treffer von Jimmy Quinn mit 3:2 nach Verlängerung gegen die Rangers und revanchierte sich damit für die Vorjahresniederlage im Exhibition Cup. Der Pokal befindet sich bis heute im Trophäenschrank der Celts.

## Halbfinale
|                                              | Ergebnis |                 |
| -------------------------------------------- | -------- | --------------- |
| 30. April 1902 im Ibrox Park; 4000 Zuschauer |          |                 |
| Celtic Glasgow                               | 5:1      | AFC Sunderland  |
| 1. Mai 1902 im Ibrox Park; 8000 Zuschauer    |          |                 |
| FC Everton                                   | 1:1      | Glasgow Rangers |

### Wiederholungsspiel
|                            | Ergebnis |            |
| -------------------------- | -------- | ---------- |
| 3. Mai 1902 im Celtic Park |          |            |
| Glasgow Rangers            | 3:2      | FC Everton |

Die Mannschaft des AFC Sunderland bestand aus zehn Schotten, lediglich Billy Hogg war Engländer.
Im Wiederholungsspiel zwischen Everton und den Rangers waren wegen eines Länderspiels zwischen England und Schottland auf Seiten der Rangers Jock Drummond, John Tait Robertson, Alex Smith und Nicol Smith nicht verfügbar, Everton musste wegen des Länderspiels auf Jimmy Settle verzichten.

## Finale
| Celtic Glasgow                          | Celtic Glasgow | Glasgow Rangers | Glasgow Rangers |
| --------------------------------------- | --- | --- | --------------- |
| Celtic Glasgow                          | \| 17. Juni 1902 in Glasgow (Cathkin Park) \| \| Ergebnis: 3:2 n. V. \| \| Zuschauer: 12.000 \| \| Schiedsrichter: J. Hay \| \| Spielbericht \|                        | \| 17. Juni 1902 in Glasgow (Cathkin Park) \| \| Ergebnis: 3:2 n. V. \| \| Zuschauer: 12.000 \| \| Schiedsrichter: J. Hay \| \| Spielbericht \|                           | Glasgow Rangers |
| Celtic Glasgow                          | Andy McPherson – Hugh Watson, Barney Battles – Willie Loney, Harry Marshall, Willie Orr – Alec Crawford, Johnny Campbell, Jimmy Quinn, Tommy McDermott, Davie Hamilton | Matthew Dickie – Nicol Smith, David Crawford – Neilly Gibson, James Stark, John Tait Robertson – William Lennie, John Walker, Robert Hamilton, Finlay Speedie, Alex Smith | Glasgow Rangers |
| Celtic Glasgow                          | Quinn (3×) | Hamilton, Speedie | Glasgow Rangers |
| 17. Juni 1902 in Glasgow (Cathkin Park) | | |                 |
| Ergebnis: 3:2 n. V.                     | | |                 |
| Zuschauer: 12.000                       | | |                 |
| Schiedsrichter: J. Hay                  | | |                 |
| Spielbericht                            | | |                 |